# فن سوريا ومصر من الفاطميين إلى المماليك
كان الفن في سوريا ومصر بين عامي 1071 و1250 تحت تأثير الكثير من القوى الموجودة في ذلك الوقت: الأتابك والزنكيون ثم الأيوبيون والفرنجة والبيزنطيون. ثم يعمل الفن على إظهار قوته وثروته في مواجهة خصومه السياسيين، في هذه الأوقات العصيبة بشكل خاص.

## السياق التاريخي
الفترة الممتدة من القرن الحادي عشر إلى القرن الثالث عشر في الشرق الأوسط معقد تاريخياً. حيث كانت سوريا والجزيرة تخضع لنظام الأتابك، حكام سلاجقة الأناضول. وكانت المنطقة مجزأة للغاية، وهو ما لعب عليه الصليبيون، في حين كانت الطائفة النزارية تمثل عليهم تهديدا حقيقيا. في عام 1128 قام عماد الدين زنكي، وهو قائد عسكري مسلم يحكم الموصل نيابة عن ملك شاه، بتأسيس الدولة الزنكية وشرع في تحرير سوريا من الوجود الصليبى، واستعاد السيطرة على دمشق وحلب. عند وفاته عام 1146، قسمت ممتلكاته، وورث نور الدين زنكي أراضيه السورية، وأضاف إليها مصر، التي استولى عليها في 1164-1168، دون الإطاحة بالدولة الفاطمية، التي اعترفت بسيادته. لم يكن الأمر كذلك حتى ولاية صلاح الدين الأيوبي، حيث انتهت الخلافة الفاطمية أخيرًا في عام 1171. تمكن صلاح الدين الأيوبي، بعد وفاة نور الدين زنكي عام 1173، من استعادة ما يشبه الوحدة في العالم السوري المصري. ومن أجل إضفاء الشرعية على سلطته، قاد حملات ضد الفرنجة واستولى على مدينة القدس (1187). وتوفي عام 1193، لتولد بذلك الدولة الأيوبية التي استمرت في مصر حتى عام 1250، ثم لفترة أطول قليلاً في سوريا، دون أن تتمكن من الحفاظ على تماسك حقيقي في السلطنة.

## الفن المعماري

### في الجزيرة
المدينة الرئيسية في الجزيرة التي برزت في مجال الفن المعماري هي مدينة الموصل، حيث يظهر تأثيران متناقضان:
- تلك الخاصة بإيران، والتي يمكن ملاحظتها في المباني المبنية من الطوب ذات الذوق الواضح للتأثيرات الإسلامية البارزة. تُستخدم الكتابة الكوفية المضفرة على نطاق واسع.
- تلك الموجودة في الأناضول والتي تتجلى في العمارة الحجرية. ونلاحظ استخداماً جميلاً جداً للحجر، وذوقاً ملحوظاً في عمل القوالب والمؤثرات البلاستيكية، واستخدام الكوات الزخرفية الصغيرة، التي نجدها في زخرفة المعادن. الكتابة المستخدمة هي بعد ذلك كتابة مخطوطة.[2]

## في سوريا
ومع ذلك فإن سوريا، التي لا تشكل مركز السلطة الأيوبية، كانت تحظى برعاية أكثر تطوراً من القاهرة، لأنها رعاية أميرية، تنشا مباني أقل طموحاً من تلك الموجودة في العاصمة، ولكنها أكثر عدداً. ولما كان الأيوبيون متمسكين بالمذهب الشافعي، فإنهم لا يبنون مساجد كبيرة، بل يبنون مدارس وأضرحة كثيرة.

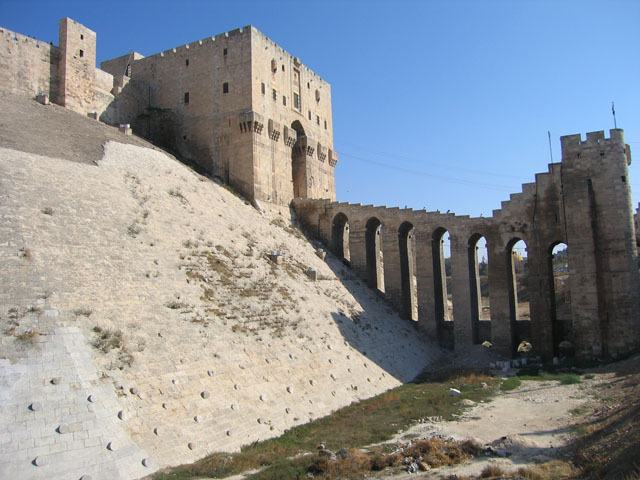
قلعة حلب، طريق الوصول

وتعتبر قلعة حلب من أهم الإبداعات الأيوبية من حيث العمارة العسكرية، إلى جانب تعزيز حصن القاهرة من قبل صلاح الدين الأيوبي. وقد بني من الحجر، ويعبر عن الظروف الامنيه التي كان يشهدها في ذلك الوقت، ويتمتع بتأثيرات لحضارات عدة. لأن السوريين كانوا يعرفون اتقان الفن المعماري المتنوع (متعدد الحضارات والثقافات) إلى جانب فن العمارة الإسلامية المتميز. ومن القلاع المحصنة التي بنوها، مثل قلعة الحصن، وأبراج المراقبة التي تحمل مزيجآ من حضارات الشرق والغرب في فن العمارة دليلا واضحا على ذلك. مبنى مهم آخر هو مدرسة الفردوس، التي بنيت بين 1234-1237 بأمر من ضيفة خاتون الوصي على حلب في ذلك الوقت. وهي مدرسة وجامعا حافل عظيم متقن البناء واسع الأرجاء معدود في حلب من الآثار القديمة العظيمة يقصده السائحين لما اشتمل عليه من عظمة البناء وضخامة الحجارة والأعمدة وبداعة الطراز، صحنه يبلغ ستين ذراعاً وفيه حوض واسع جميل الصنعة على شاكلة حوض السلطانية وفي شماليه إيوان كسروي وعلى جانبيه المدرسة والمطبخ وفي شرقي الصحن وغربيه الرباط والتربة كلاهما الآن مملوءان من قبور لا تعرف تراجمهم وفي جنوبي الصحن قبلية واسعة. لكن العنصر الأكثر أهمية هو المحراب الذي يعتبر من روائع الفن الإسلامي. وهو مصنوع باستخدام تقنية سورية فريدة: الأبلق يعني ترصيع أشرطة من الرخام الملون، والتي تشكل هنا نماذج من الأقواس المتقاطعة متعددة الفصوص. ويمكننا أن نذكر مدارس أخرى من هذه الفترة: المدرسة النورية في دمشق (1167-1168)، والمدرسة الظاهرية في حلب (1219). على الرغم من الاختلافات الكبيرة في المخطط، إلا أنها جميعها تتبع نمطًا متطابقًا تقريبًا، ولا يزال أصل نمطها المعماري مثيرًا للجدل ولكن لا يبدو أنه أيوبي، كما هو الحال مع المدرسة. الجانب الثالث من العمارة السورية يتكون من المقابر الشيعية، مثل مشهد الحسين، والخانقاه (بيوت الصوفية)، التي غالباً ما تكون مخططاتها مشابهة لمخططات المدارس. كما بنيت العديد من الحمامات، مؤخراً. يجب أن نذكر مبنى خاصًا جدًا لن يكون له أحفاد حقيقيون: البيمارستان النوري. هو مستشفى يقع في دمشق، بني كما يشير اسمه بأمر نور الدين عام 1154. بالنسبة لريتشارد إيتينجهاوزن، هذا هو " واحدة من القطع المركزية في القرن الثاني عشر القرن الأكثر تناغمًا، مع واجهة أنيقة بشكل خاص ممزوجة بالزخارف نصف القبة.

## في مصر
في مصر، تركز الهندسة المعمارية على القاهرة. كما أن هناك العديد من الأضرحة، مثل الإمام الشافعي. نلاحظ عدة تأثيرات:
- من سوريا أولاً، مروراً بالمادة (الانتقال من الطوب إلى الحجر)، والكتابة الكوفية، والقباب المطلية.
- الفاطميون أيضا، على شكل الأقواس (زوايا حادة)، والأضلاع المشعة في الكوات والعمل الجص.

تتكون مدرسة صالح نجم الدين، التي بنيت في نهاية الفترة (1243-1250)، من مدرستين مع إيوانين. إنه نصب تذكاري كبير يضم ساحتين مستطيلتين متصلتين بممرات كبيرة. تذكرنا كواته ومقرنصاته المضلعة بالمسجد الأقمر، لكن تقنية الأبلق الموجودة في الداخل هي مستوحاة مباشرة من الفن السوري.

## الكائنات
يطرح إنتاج القطع الفنية في هذا الوقت العديد من مشكلات الإسناد لمؤرخي الفن. لا يقتصر الأمر على أن الأعمال والفنانين يتنقلون كثيرًا، حيث تحدث الفتوحات والخسائر، ولكن بالإضافة إلى ذلك، لا يوجد تقريبًا أي عمل بارز، أي عمل يحمل اسم الراعي، أو المدينة، أو التاريخ... ولذلك ليس من غير المألوف أن يتم خلط الفن الفاطمي والأناضولي والسوري والعراقي، وأن يتنوع إسناد الأعمال.

## زجاج

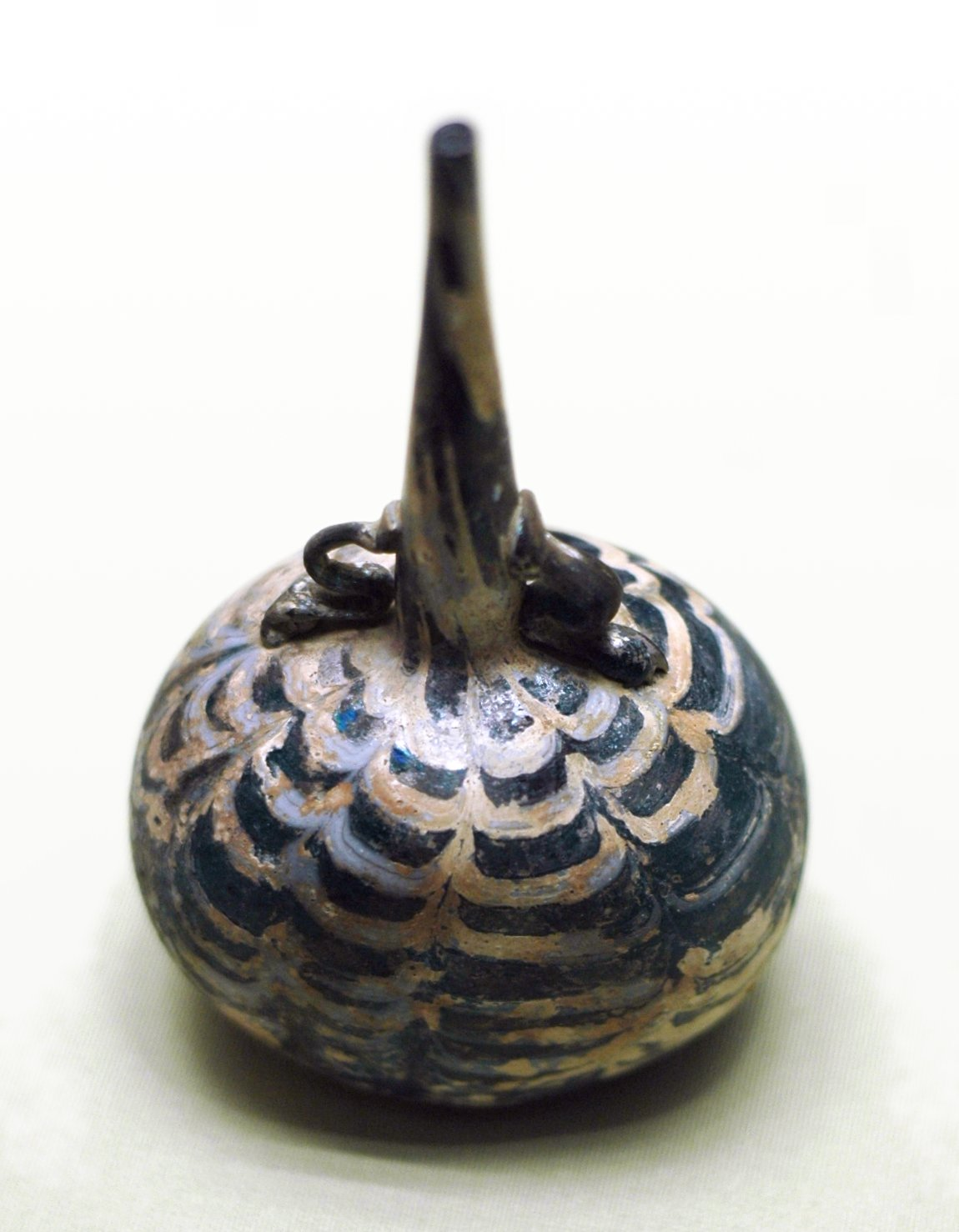
رشاش زجاجي رخامي، XIII الثاني XII حتى الثالث عشر ق، سوريا، اللوفر

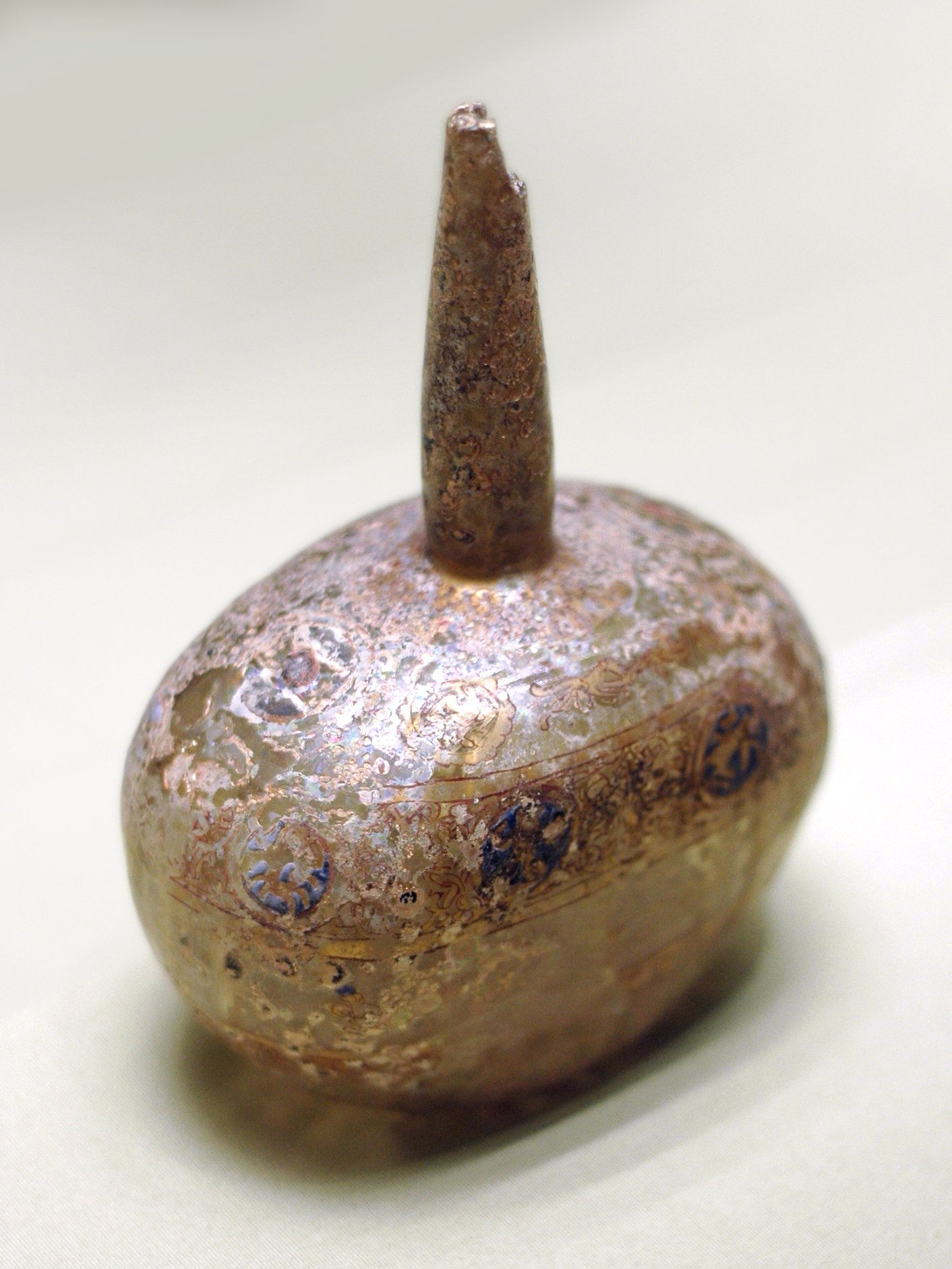
قنينة مذهبة ومطلية، سوريا، XIII الثالث عشر القرن ، اللوفر

يعد الزجاج، الشفاف أو غير الشفاف، من أكثر المواد استخدامًا في الأعمال الفنية. ويستخدم في تقنيات الزخرفة :
- النفخ في قالب مخدد، مما يسمح بالحصول على أجزاء ذات سطح مموج. بشكل عام، يتم استخدامه مع تقنيات أخرى.
- يتكون الزجاج الرخامي من إدراج شبكة من الزجاج الملون في جسم ذو ظل آخر (عادةً ما يكون أبيض باللون الأسود أو باللون الأزرق الداكن). وينتج عن ذلك قطع ذات لونين، أو حتى قطع ثلاثية أو أربعة ألوان، للأشخاص الأكثر تطورًا. وكانت هذه الطريقة مستخدمة بالفعل في مصر القديمة، واستمرت مع مرور الوقت.
- يمكن أن يكون الزجاج المذهّب ساخنًا أو باردًا. لم يكن هذا الديكور موجودًا إلا في هذا الوقت تقريبًا، وكان يفضل الزجاج المطلي بالمينا والمذهّب.
- الزجاج المطلي بالمينا هو الحداثة الحقيقية في القرن الثاني عشر. يتم وضع المينا الملونة على سطحه لتشكيل أنماط. في كثير من الأحيان، يتم تعزيز القطعة أيضًا بالذهب (سواء كان ساخنًا أو باردًا). أيقونات هذه الزخارف متنوعة : كأس شارلمان، المحفوظ في شارتر، يعرض فسيفساء من قطرات صغيرة من المينا الأزرق والأبيض والأحمر، بينما تم رسم الأرابيسك على إيدنهال لاكي تشارم في متحف فيكتوريا وألبرت في لندن. وكثيرًا ما نجد أيضًا زخارف حيوانية أو شخصية، كما يتضح من كأس الفرسان الموجود في متحف اللوفر. وهذه التقنية التي استمرت بين المماليك، نقلها صانعو الزجاج في البندقية.

بعض الأشكال متكررة، على وجه الخصوص :
- أكواب متوهجة، وجميعها لها قاعدة مزدوجة. أما الجزء العلوي فهو منحني، وهو يتوافق مع ماركة الأداة المستخدمة أثناء النفخ، ويتم إرفاق لوحة دائرية بحيث يمكن للكوب أن يقف في وضع مستقيم. هذا القاع المزدوج هو سمة من سمات الكؤوس الإسلامية.
- الرشاشات عبارة عن زجاجات ذات جسم كروي وعنق طويل إلى حد ما ينتهي بفم ضيق جدًا. في الواقع، تستخدم لتخزين العطور، فتحتها الصغيرة جعلت من الممكن عدم فقدان قطرة من السائل الثمين.
- الزجاجات ذات العنق الطويل شائعة أيضًا، وغالبًا ما تكون مزينة بالمينا بمناظر متطورة للغاية. في الجزء العلوي، حلقة زجاجية تسمح بالتقاط أي قطرات هاربة.

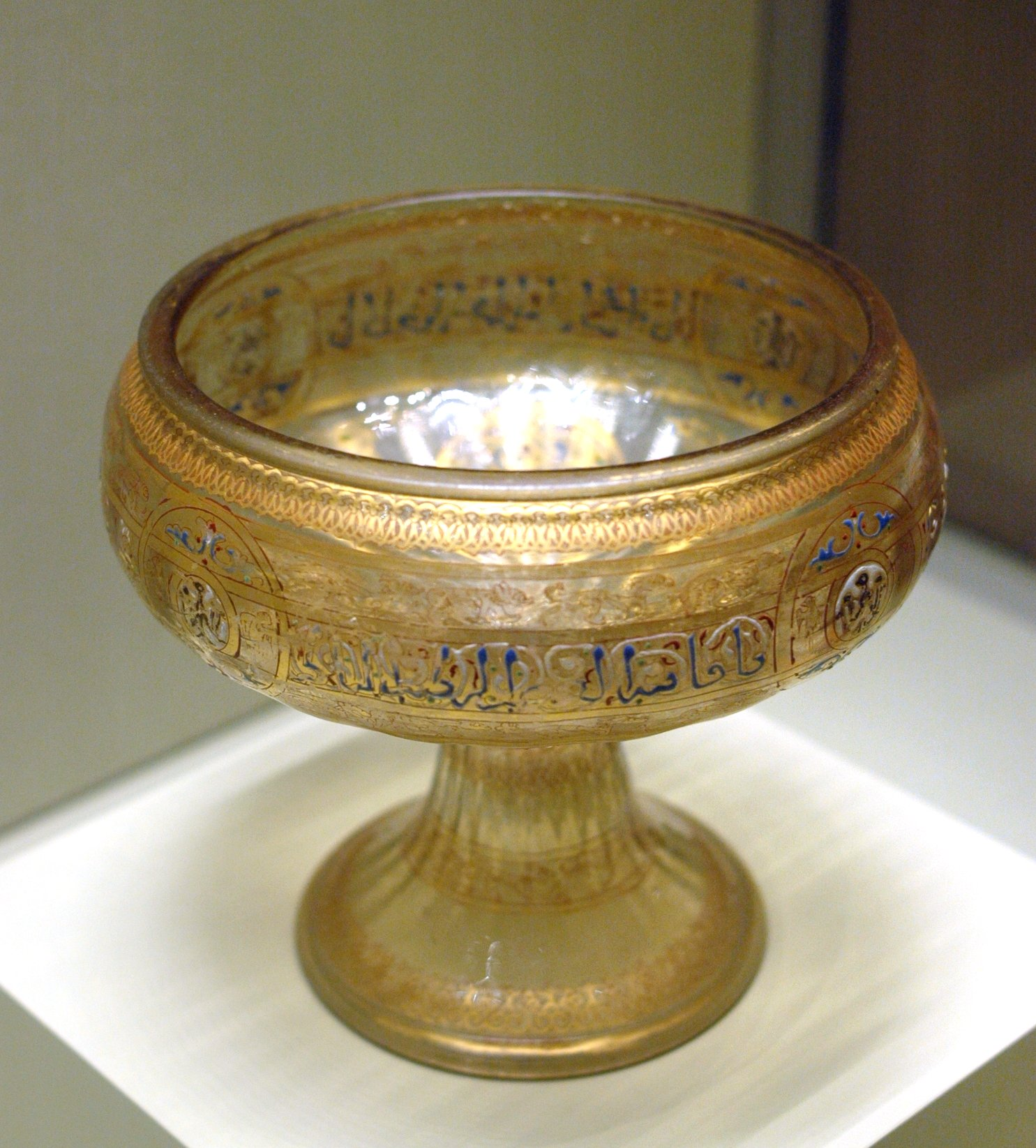
كأس زجاجي مطلي بالمينا والمذهّب، سوريا، XIII الثالث عشر القرن, متحف متروبوليتان للفنون

الأشكال المفتوحة (الأوعية والأكواب) نادرة ولكنها مع ذلك موجودة. يحتفظ متحف متروبوليتان للفنون في نيويورك بشكل خاص بوعاء رائع على قاعدة، منفوخ في قالب مخدد، مطلي بالمينا والمذهب.
نجد العديد من هذه الأعمال في المجموعات الأوروبية وخاصة في كنوز الكنيسة، لأن الكثير منها قد أخذها الصليبيون، خاصة أن بعضها يحمل أيقونية مسيحية، إما لأن كفيلها كان مسيحياً، أو لأن الحرفي -حتى كان مسيحياً (كما هو مفارقة) يبدو أن العالم الإسلامي أصبح مسلمًا في الغالب خلال القرن الثالث عشر، حيث شكل الأقباط والنساطرة وغيرهم من المسيحيين الشرقيين جزءًا كبيرًا من السكان).  غالبًا ما يتم تركيب هذه الأشياء في إعدادات الصياغة القوطية عندما يتم العثور عليها في أوروبا منذ العصور الوسطى.

## سيراميك

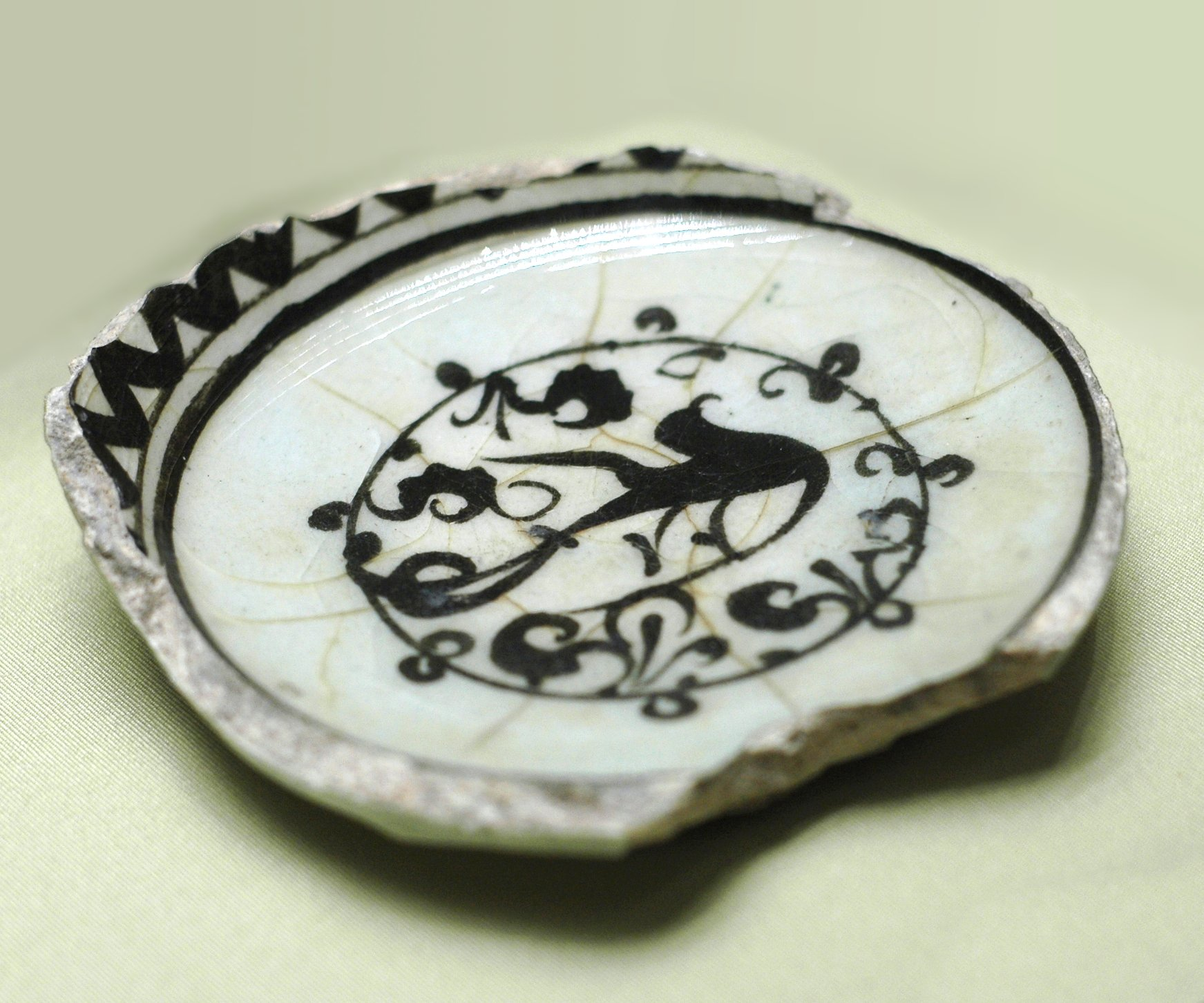
شظية مع طائر، سوريا، XIII الثالث عشر القرن ، اللوفر : مثال للزخرفة ذات الجانب الخطي

شهد الخزف تقدمًا كبيرًا خلال هذه الفترة، مع تطور ألوان النار الكبيرة (الأسود والأزرق والأحمر الحديدي وفي حالات نادرة الأخضر) المطلية تحت التزجيج. ويتم الحفاظ على هذه الأخيرة بشكل سيئ بشكل عام بسبب ارتفاع ملوحة التربة السورية. لا يزال بإمكاننا ملاحظة أن الخزافين يحبون اللعب معهم : بدلاً من طلاء قطعتهم بالكامل بالتزجيج، سمحوا لها بالتدفق وتشكيل قطرات كبيرة على قاعدة العمل. بشكل عام، المعكرونة ليست مغلفة.
في الديكور، نلاحظ بعض الخيال الزخرفي، وطعم الزخارف النباتية والأقطار الكبيرة التي تعطي الحيوية والديناميكية. تعد أنماط رقعة الشطرنج والأزياء المخططة شائعة، وكذلك الحيوانات والشخصيات التي تتخذ مظهرًا خطيًا، أو تؤدي إلى ظهور الأرابيسك.
يمكن ملاحظة بعض المجموعات الكبيرة :
مجموعة تيل مينيس .
يشير هذا إلى إنتاج الخزف ذو الشكل المفتوح (الأوعية والأكواب) بعجينة سيليسية مزينة ببريق معدني. بشكل عام، الشكل الزخرفي عبارة عن حيوان كبير أو شخصية على خلفية من الأرابيسك النباتي الدقيق. ; ومع ذلك، فإن الزخارف الهندسية والخطية معروفة أيضًا. عادة ما تكون القطعة مغطاة بطبقة زجاجية عديمة اللون تسلط الضوء على بياض الطين، ولكن يتم أيضًا استخدام طلاء زجاجي باللون الأزرق الكوبالت والأزرق الفيروزي.
تأخذ هذه المجموعة اسمها من موقع سوري حيث تم العثور على العديد من هذه الأشياء ; وهي محفوظة حاليًا في مجموعة ديفيد في كوبنهاغن. ومع ذلك، لم يتم اكتشاف أي فرن هناك، وبالتالي يبدو أن Tell Minis لم يكن موقع إنتاج بل مخبأ. ثم تنشأ مشكلة مهمة : أين صنعت هذه الأجزاء ؟ اقترح البعض سوريا، لكن التشابه القوي مع القطع الموجودة في نهاية الإنتاج الفاطمي يمكن أن يشير أيضًا إلى مصر. ومن الممكن أن يكونوا خزافين مصريين هاجروا إلى سوريا…
ويلوح سؤال آخر فيما يتعلق بتاريخ إنتاج هذه المجموعة. في الواقع، لم يتم تأريخ أي قطعة. بشكل عام، يتفق مؤرخو الفن على وضعها في حوالي عام 1150، وذلك بفضل النتائج الأثرية والمقارنات الأسلوبية.
وبغض النظر عن ذلك، فإن هذه المجموعة تشكل نموذجًا ممتازًا لتسليط الضوء على صعوبات الإسناد وحركات الأعمال والفنانين خلال هذه الفترة.
سيراميك لاكابي
عدد قليل من الكائنات تشكل هذه السلسلة، والتي تستخدم تقنية معقدة يصعب تنفيذها. اللكابي عبارة عن خزف مصنوع من عجينة سيليسية مكونة من مادة فريت (زجاج مجروش)، وهي عجينة صلبة للغاية يصعب تشغيلها. لتزيينها، نستخدم تقنية champlevé ، أي أننا نحفر الأنماط في العجين. نقوم بعد ذلك برفع أقسام صغيرة من الأرض حول هذه الزخارف، والتي نملؤها بالتزجيج بألوان مختلفة ; هذه لا تندمج معًا بفضل وجود الأقسام.
ومن روائع هذه السلسلة طبق محفوظ في متحف الفن الإسلامي في برلين، وتتكون زخرفته من نسر في وضع شعاري. ويحتفظ متحف اللوفر أيضًا بكسرية أبي الهول المصنوعة بهذه التقنية.
الجولات
النحت يبلغ ارتفاعه حوالي أربعين سنتيمترا، وتكون النتوءات الخزفية المستديرة بمثابة أفواه نافورة. وهي مزينة بشكل عام بزجاج ملون باللون الأزرق أو الفيروزي. وهي تأخذ شكل حيوانات ( ديك برؤوس تنين وأبو الهول من مجموعة ديفيد في كوبنهاغن) أو شخصيات ( فارس يدافع عن نفسه ضد تنين، متحف دمشق الوطني).

## معدن

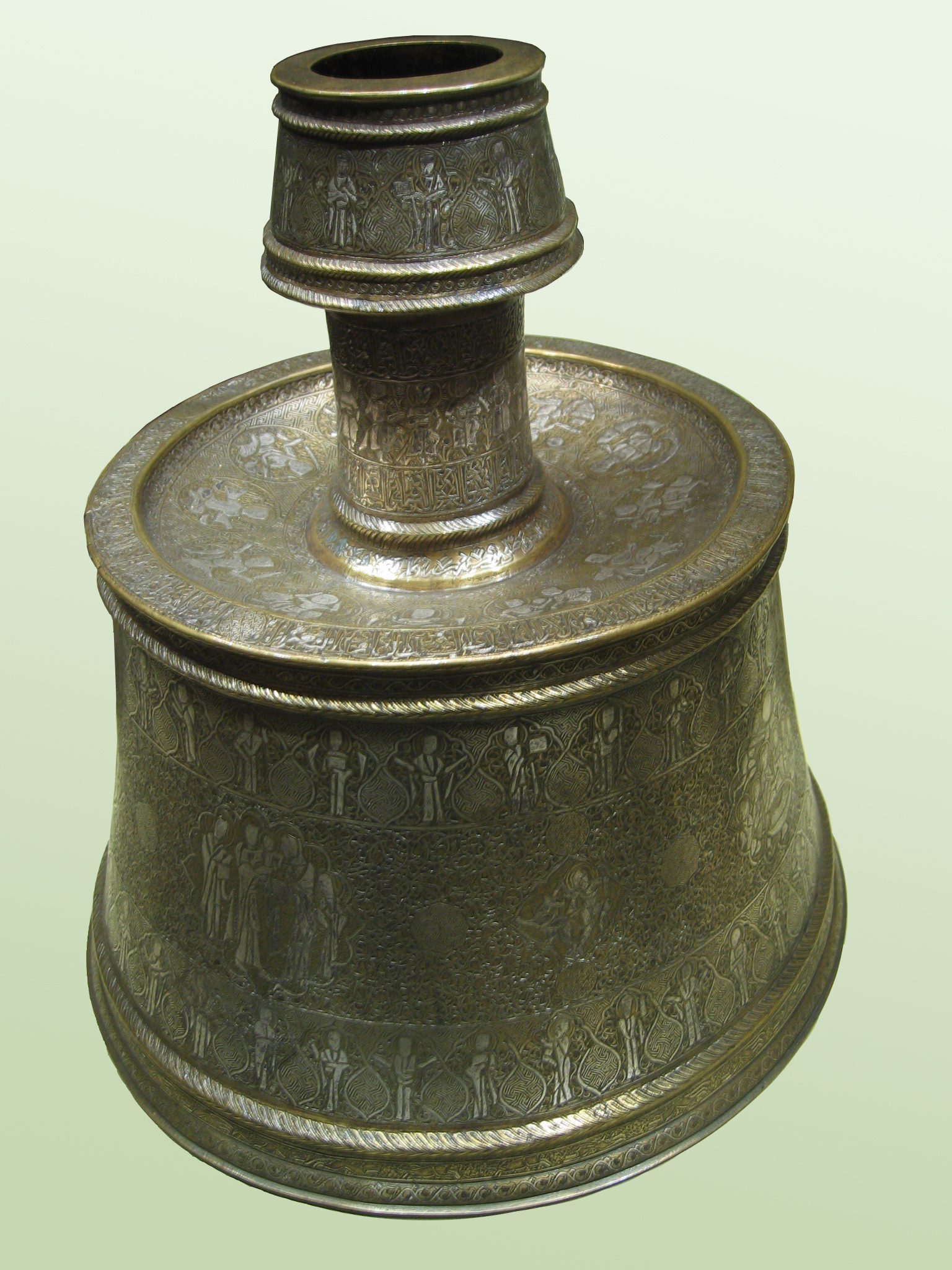
الشمعدان، العراق أو شمال سوريا، 1248-49، متحف اللوفر

المنطقة الرئيسية لإنتاج المعادن المطعمة هي الجزيرة، وبشكل رئيسي مدينة الموصل، حيث يحكم بدر الدين. يوقع العديد من الفنانين بإضافة في نهاية أسمائهم كلمة "الموصلي " " من الموصل "، حتى لو لم تنشأ دائمًا هناك. دمشق وربما حلب هي أيضًا مراكز لإنتاج المعادن.
ولزخرفته، غالبًا ما يتم مطعمة الفن المعدني بالذهب والفضة، والذي يتم تسليط الضوء عليه بواسطة العجينة السوداء، مما يخلق تأثيرًا متعدد الألوان. الذخيرة الأيقونية مستوحاة بقوة من فن الكتاب.
أول قطعة معدنية مطعمة صنعت خارج العالم الإيراني ومؤرخة هي إبريق بلاكاس المحفوظ في المتحف البريطاني والذي يحمل ذكر الموصلي وتاريخ 1232. على خلفية " ت » متداخلة عبارة عن كتابات تصويرية (خليط من الحروف والعناصر التصويرية) والعديد من المشاهد : مشهد الصيد، الشخصية ذات المرآة، مشهد الولاء، إلخ.
تحتفظ مجموعة ديفيد في كوبنهاغن أيضًا بحالة كتابة كبيرة صنعها علي بن يحيى الموصلي في 1255-1256، والتي تعرض أكثر من أربعين مشهدًا مختلفًا، بالإضافة إلى كتابات رائعة.
وفي متحف اللوفر، سنسلط الضوء على مزهرية بربيريني المصنوعة لصلاح الدين الأيوبي (حكم 1237-1260)، والتي تعطي مكانة بارزة للكتابة. تبرز مشاهد الصيد أيضًا على خلفية لفائف النباتات.

## فن الكتاب
كان فن الكتب المصورة مهمًا خلال هذه الفترة. يدخل في مجال فن الكتاب العربي. كما هو الحال دائمًا مع فن الكتاب، من الصعب تحديد خصائص حاسمة لهذه الفترة.

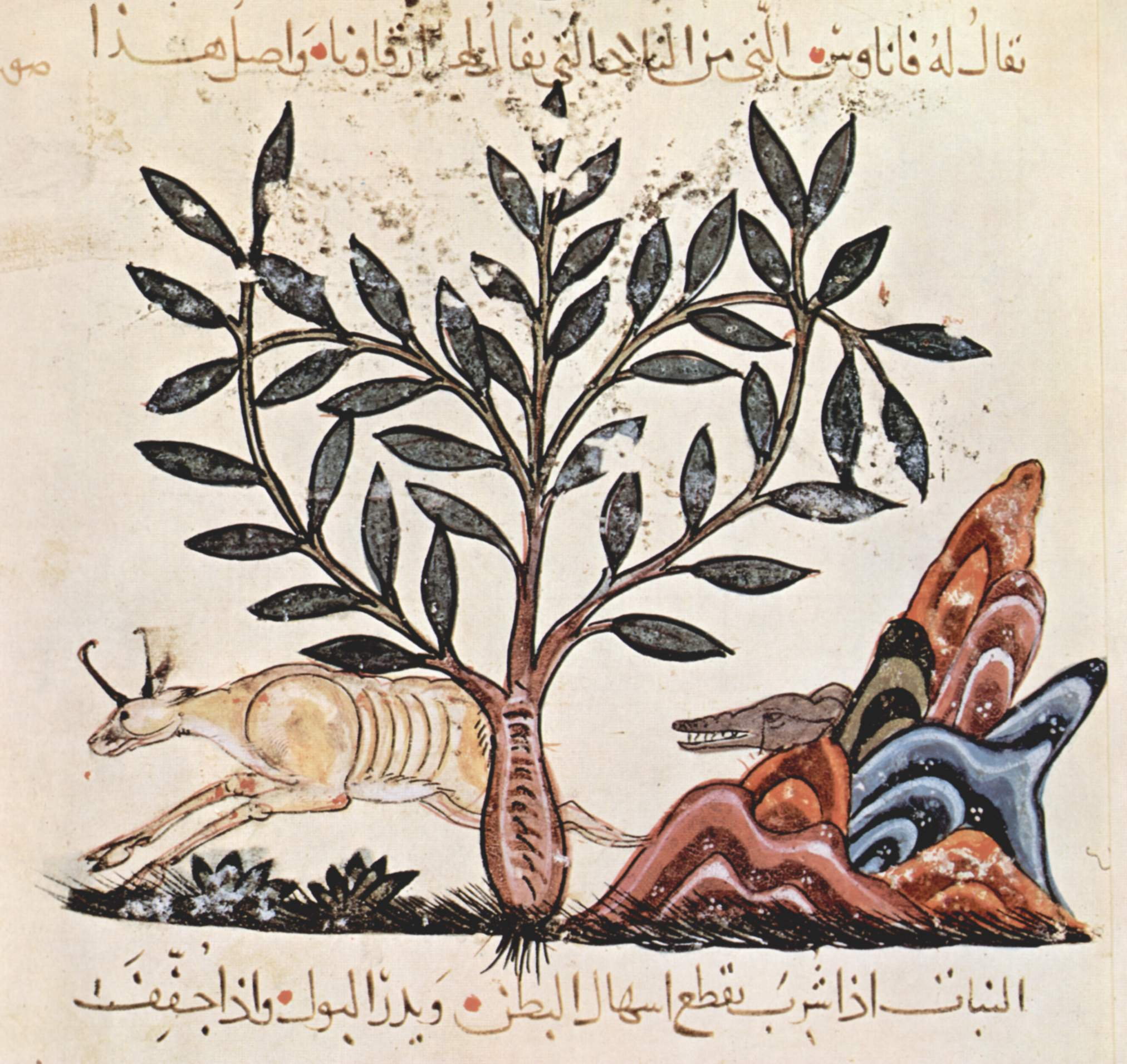
المواد الطبية ، مخطوطة ديوسقوريدس، العراق، 1224

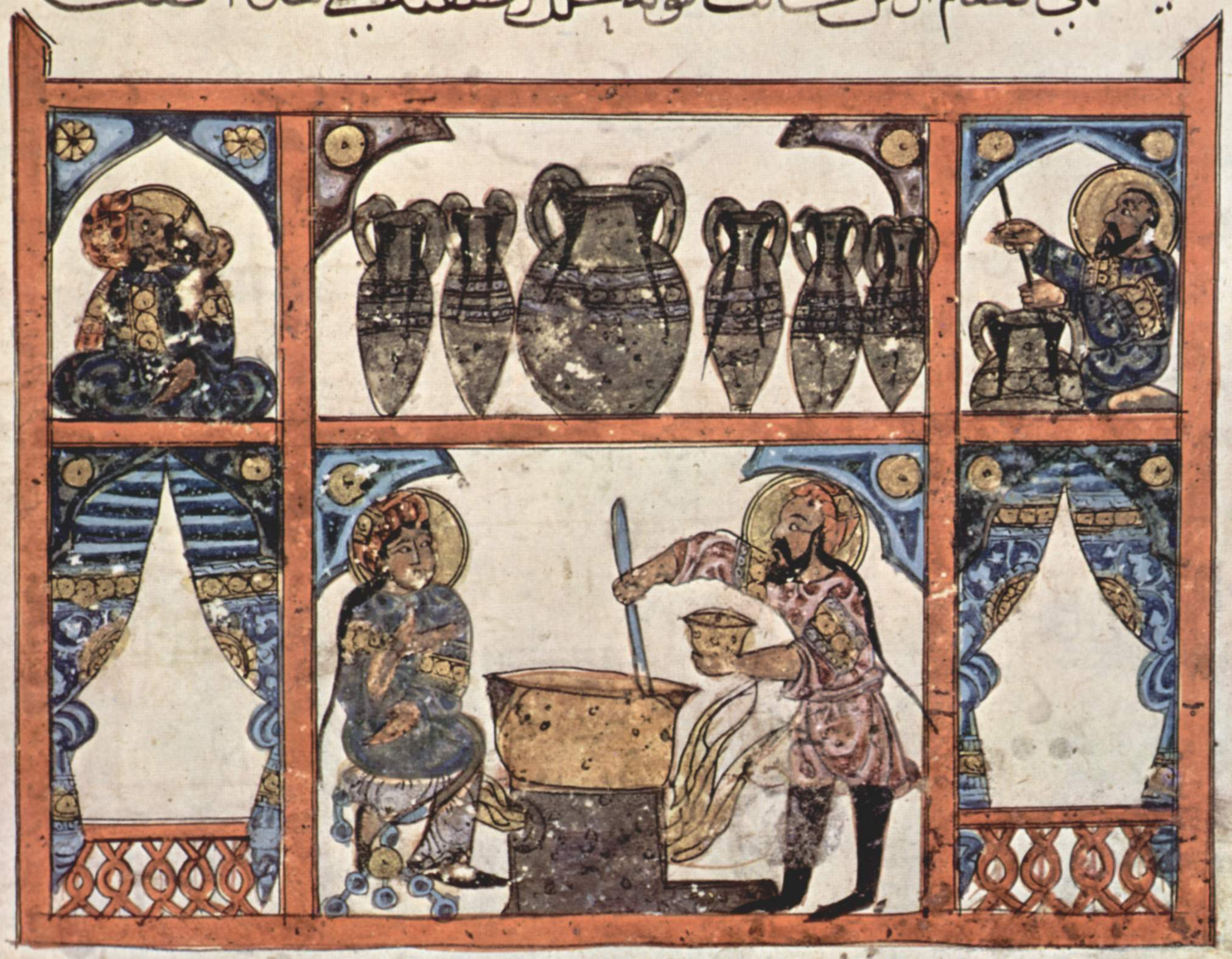
المواد الطبية ، مخطوطة ديسقوريدس، الصيدلي، العراق، 1224

تم توضيح عدة أنواع من النصوص، بما في ذلك الرسائل الطبية ( كتاب الترياك، المواد الطبية ) والنصوص الأدبية ( كاليا ودمنة، مقامات الحريري). بالنسبة للأيقونات، يتم استخدام نماذج مختلفة، والتي توجد في فنون أخرى. وهكذا، فإن مخطوطة كتاب الترياك التي يرجع تاريخها إلى عام 1299 تحتوي على صورة للقمر على واجهة الكتاب كدائرة كبيرة مكونة من جسدي تنينين، وهو شخصية أبوتروبيكية توجد كثيرًا في الأناضول. تعرض مخطوطة مقامات الحريري (العربية 6094 من BNF ) مشاهد يمكن أن تكون مستوحاة من الأيقونات المسيحية.
يمثل التعامل مع الرسم بشكل عام معرفة بالنماذج الكلاسيكية من خلال التأثير البيزنطي (الأشكال الدقيقة، وما إلى ذلك). في أغلب الأحيان، لا تتم الأحداث ضمن إطار محدد، بل يتم تحديد الخط الأرضي فقط. يتم التعامل مع النباتات بطريقة نمطية إلى حد ما، ويجب إقامة روابط مع الفنون الأخرى، وخاصة الفنون المعدنية.

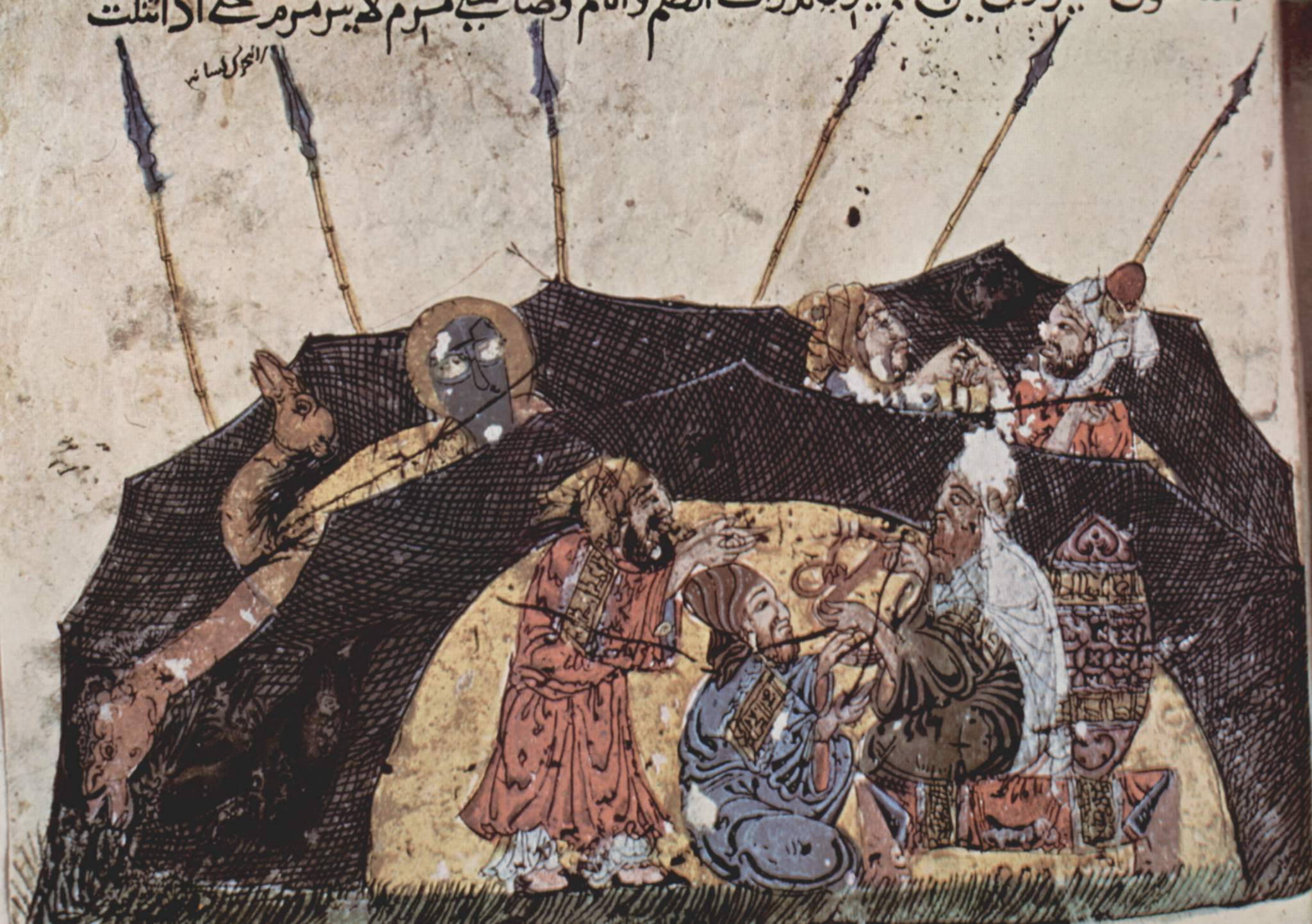
مقامات، العراق، حوالي 1225-1235

## انضر أيضاً
تاريخ القاهرة

## روابط خارجية
- - مجموعة ديفيد في كوبنهاجن : شاهد الرؤوس الخزفية المستديرة، وأمثلة سيراميك Tell Minis والزجاج المذهّب، ومكتب الكتابة الكبير.
  - متحف اللوفر : مزهرية بربيريني موضوع شرح مفصل.
  - المكتبة الوطنية بفرنسا . جميع اللوحات الموجودة في مخطوطة مقامات الحريري المذكورة مستنسخة في قاعدة بيانات ماندراجور .